# Ambasada RP w Dżakarcie
Ambasada Rzeczypospolitej Polskiej w Dżakarcie (indonez. Kedutaan Besar Republik Polandia di Jakarta) – polska misja dyplomatyczna w stolicy Indonezji. Ambasador Rzeczypospolitej w Indonezji akredytowany jest również w Timorze Wschodnim i przy ASEAN.

## Skład placówki
W skład placówki wchodzą:
- Wydział Polityczno-Ekonomiczny
- Wydział Konsularny i Polonii
- Referat Administracyjno-Finansowy
- Ataszat Obrony

## Konsulaty honorowe
Miasta, w których znajdują się polskie konsulaty honorowe:
- Indonezja:
  - Konsulat Honorowy RP w Surabai, konsul honorowy: Soedomo Mergonoto
  - Konsulat Honorowy RP w Bandungu, konsul honorowy: Maria Jolanta Pawłowska-Budiman
  - Konsulat Honorowy RP w Abiansemal, konsul honorowy: Nari Asmiati
  - Konsulat Honorowy RP w Medanie, konsul honorowy: Jonner Napitupulu
- Timor Wschodni:
  - Konsulat Honorowy RP w Dili, konsul honorowy: Sakib Awan